# Acremodontina simplex
Acremodontina simplex is een slakkensoort uit de familie van de Trochaclididae. De wetenschappelijke naam van de soort is voor het eerst geldig gepubliceerd in 1937 door Powell.